# Barnagölen (Lekeryds socken, Småland)
Barnagölen är en sjö i Jönköpings kommun i Småland och ingår i Motala ströms huvudavrinningsområde.